# Expo 1953 (Jeruzalem)
De Expo 1953 was een wereldtentoonstelling die in 1953 in Jeruzalem werd gehouden onder de Engelse naam International Exhibition and Fair Jerusalem Israel. De tentoonstelling richtte zich op de thema's terugdringen van de woestijn en bewoning van de woestijn.
President Ben Zvi en demissionair premier Moshe Sharett openden de tentoonstelling op 22 september 1953, Het Bureau International des Expositions erkende de tentoonstelling als 8e gespecialiseerde tentoonstelling. De tentoonstelling duurde 22 dagen en toen de poorten sloten op 14 oktober waren er 600.000 bezoekers geteld.
De buitenlandse inbreng beperkte zich tot 13 landen waaronder de Verenigde Staten. De Verenigde Staten woonden de openingsceremonie echter niet bij omdat ze de locatie van de tentoonstelling niet als Israëlisch grondgebied wilden erkennen, de Sovjet-Unie zag helemaal af van deelname.